# 水道山公園 (桐生市)
水道山公園（すいどうやまこうえん）は、群馬県桐生市宮本町二丁目にある桐生市立の都市公園（風致公園）である。

## 概要
桐生市街地の北西部に位置する雷電山（水道山）一帯を、公園として整備したもの。展望広場から市街地を一望でき、夜景の名所として知られる。春には桜や山の斜面に咲くツツジを楽しむことができる。
山頂には、古来より雷電神社が鎮座していたが、明治の神社整理によって堤町の白髭神社に合祀された。神社の跡地である広場には、忠霊塔が建立されている。山頂付近まで車道が通じており、駐車場は山頂と中腹に2箇所ある。遊歩道によって吾妻公園とつながっている。

## 交通
- 上毛線：西桐生駅より、徒歩約15分。
- 両毛線・わたらせ渓谷線：桐生駅より、徒歩約20分。

## 周辺
- 水道山記念館
- 大川美術館
- 吾妻公園
- 桐生が岡公園